# Strangalia guindoni
Strangalia guindoni es una especie de escarabajo longicornio del género Strangalia, categorizada en la tribu Lepturini, de la subfamilia Lepturinae. Fue descrita por Giesbert en 1989.

## Descripción
Mide 17-23 mm de longitud.

## Distribución
Se distribuye por Costa Rica y Panamá.